# Liste der Zoo-Doku-Soaps
Als Zoo-Doku-Soap bezeichnet man Fernsehserien, in denen der Alltag in ausgewählten Zoos gezeigt wird. Die Besonderheit dieser Fernseh-Dokumentationen liegt in der unterhaltsam aufbereiteten Darstellung der Tagesabläufe in einem Zoo aus der Sicht der Tierpfleger, Tierärzte und der Zootiere selbst. Dabei werden mittels eines Blicks hinter die Kulissen die täglichen Abläufe wie das Füttern und die ärztliche Versorgung der Zootiere gezeigt. Darüber hinaus werden so auch die verschiedenen Berufsbilder und Aufgaben der Zoomitarbeiter dargestellt.
Die Erstausstrahlung der Serien erfolgte entsprechend der nachfolgenden Tabelle. Die Serie Elefant, Tiger & Co. war im Jahr 2003 die erste Serie dieser Art in Deutschland und ist bisher auch die am längsten gezeigte, mit mehr als 1100 Folgen. Die Produktion anderer Zoo-Doku-Soaps wurde eingestellt.
Trotz der teilweise schon langjährigen Einstellung der Produktion werden einige Serien immer noch in Form von Wiederholungen insbesondere in den sog. „Dritten Programmen“ der ARD umfassend ausgestrahlt.

## Zoo-Doku-Soaps im deutschen Fernsehen
| Name                             | Erstausstrahlung (Sender) | Erstausstrahlung (Beginn) | Erstausstrahlung (Ende)    | Episoden | Zoo-Drehort                                                                        | Produzent |
| -------------------------------- | ------------------------- | ------------------------- | -------------------------- | -------- | ---------------------------------------------------------------------------------- | --------- |
| Berliner Schnauzen               | ZDF                       | 2006                      | 2006                       | 20       | Zoologischer Garten Berlin                                                         | ZDF       |
| Dresdner Schnauzen               | ZDF                       | 2007                      | 2009                       | 114      | Zoo Dresden                                                                        | ZDF       |
| Eisbär, Affe & Co.               | Das Erste                 | 2006                      | 2017                       | 215      | Wilhelma (Stuttgart)                                                               | SWR       |
| Elefant, Tiger & Co.             | MDR                       | 2003                      | aktuell noch neue Folgen   | 1100+    | Zoo Leipzig                                                                        | MDR       |
| Giraffe, Erdmännchen & Co.       | Das Erste                 | 2006                      | 2018                       | 329      | Frankfurter Zoo und Opel-Zoo (Kronberg im Taunus)                                  | HR        |
| Leopard, Seebär & Co.            | Das Erste                 | 2007                      | 2018                       | 200      | Tierpark Hagenbeck (Hamburg)                                                       | NDR       |
| Nashorn, Zebra & Co.             | Das Erste                 | 2007                      | 2018                       | 340      | Tierpark Hellabrunn (München)                                                      | BR        |
| Nürnberger Schnauzen             | ZDF                       | 2008                      | 2009                       | 106      | Tiergarten Nürnberg                                                                | ZDF       |
| Ostsee-Schnauzen                 | ZDF                       | 2007                      | 2007                       | 20       | Zoo Rostock                                                                        | ZDF       |
| Panda, Gorilla & Co.             | Das Erste                 | 2006                      | 2016                       | 372      | Zoologischer Garten Berlin und Tierpark Berlin                                     | RBB       |
| Papageien, Palmen & Co.          | Das Erste                 | 2006                      | 2007                       | 40       | Loro Parque (Teneriffa)                                                            | WDR       |
| Pinguin, Löwe & Co.              | Das Erste                 | 2006                      | 2007                       | 102      | Allwetterzoo Münster                                                               | WDR       |
| Ruhrpott-Schnauzen               | ZDF                       | 2006                      | 2008                       | 192      | Zoo Duisburg                                                                       | ZDF       |
| Seehund, Puma & Co.              | Das Erste                 | 2007                      | 2015                       | 215      | Jaderpark (Jaderberg), Seehundstation Friedrichskoog und Zoo am Meer (Bremerhaven) | RB        |
| Seelöwe & Co. – tierisch beliebt | NDR                       | 2021                      | Neue Staffel in Produktion | 32       | Erlebnis-Zoo Hannover                                                              | NDR       |
| Tierisch Kölsch                  | ZDF                       | 2006                      | 2010                       | 309      | Kölner Zoo                                                                         | ZDF       |
| Tierische Kumpel                 | ZDF                       | 2008                      | 2010                       | 196      | Zoo Duisburg, Zoom Erlebniswelt Gelsenkirchen und Aquazoo Düsseldorf               | ZDF       |
| Wolf, Bär & Co.                  | Das Erste                 | 2007                      | 2007                       | 40       | Wildpark Lüneburger Heide (Hanstedt)                                               | NDR       |